# کارتون

تصویری از نخستین کتاب لوک خوش‌شانس اثر موریس

کارتون (به انگلیسی: Cartoon) در زمینه‌های مختلف دارای معانی مختلفی است. منشأ و اصل واژه کارتون، مانند کلمه کاریکاتور، ایتالیایی است که از کلمه Cartone ایتالیایی گرفته شده. در گذشته این واژه بنا به کاربرد در مورد صفحه‌های کاغذ مقوا، کارت ویزیت و ورق بازی به کار رفته است اما مهم‌ترین کاربرد واژه کارتون اطلاق آن به طرح‌های ابتدایی نقاشان برای انتقال روی دیوار، شیشه و موزاییک بوده است. برای یک کار هنری به همان اندازه، که بعداً به صورت «فرسک»، نقاشی روغنی، موزاییک، معرق، یا ترکیبی از شیشه‌های رنگی برای در و پنجره یا فرشینه تهیه شود. چون این طرح روی کاغذ ضخیم یا مقوا رسم می‌شود و در زبان ایتالیایی cartone به معنی مقوا و کاغذ ضخیم است این نام به این قبیل الگوها داده شده است. در ایتالیای دوره رنسانس از کارتون استفاده‌های زیادی شده است که به عنوان مثال کارتون‌های رافائل در فرشینه نمازخانهٔ سیستین می‌توان نام برد. در روزنامه‌نگاری کارتون به معنی نقاشی فکاهی یا هجایی است که با رعایت مبالغه ترسیم شده و غالباً با نوشته همراه است. در کارتون‌های سیاسی غالباً از کاریکاتور استفاده می‌شود. کارتون‌های سیاسی نخستین بار در قرن ۱۶ میلادی در دورهٔ اصلاح دین به کار رفت. در قرن ۱۸ میلادی در انگلستان بر اثر آثار هوگارت و دیگران کارتون عنوان جزء ضروری روزنامه‌ها را پیدا کرد. در اوایل ۱۸۴۰ میلادی کارتون به تصاویر پی در پی گفته می‌شد که دارای سوژه‌های مختلف سیاسی، اجتماعی و نظایر آن بود. در ایران فارسی زبانان واژهٔ «کارتون» را در مفهوم cartoon animation (نقاشی متحرک) می‌فهمند و به‌کار می‌برند و هر نوع نقاشی فکاهی و طنز دیگر را با عنوان «کاریکاتور» می‌شناسند.
جهت استفاده برای افراد کارتون خواب**

## اولین تغییر کاربرد واژه کارتون
اولین بار واژه کارتون با کاربرد جدید آن به عنوان طرح‌های اغراق شده اجتماعی یا هجویه‌های تصویری در سال ۱۸۶۳ توسط میس برادون Miss Braddon و در لغتنامه‌ای به نام لغتنامه جدید انگلیسی (The New English Dictionary) به کار برده شد.
برداشت جدید از کلمه کارتون معمولاً در فرهنگنامه‌ها غیر از مواردی که مربوط به گذشته بود، عبارت است از:
- یک صفحه کامل طراحی شده از جمله طراحی‌های کمیک، طنز و فکاهی با موضوعات سیاسی و اجتماعی
- کمیک استریپ
- فیلم‌های پویانمایی (انیمیشن)

در ایران معمولاً این کلمه تنها در مورد فیلم‌های پویانمایی به کاربرده می‌شود و در مواردی نظیر طرح‌های طنز و فکاهی، کمیک و کمیک استریپ‌ها معمولاً از کلمه کاریکاتور استفاده می‌شود.